# Nudelman N-37
El N-37 (en ruso: Н-37) era un potente cañón automático aéreo de 37 mm, empleado por la Unión Soviética. 

## Desarrollo
Fue diseñado por Aleksandr Nudelman para sustituir los Nudelman-Suranov NS-37, entrando en servicio en 1946. Era un 30 % más liviano que su precursor, a costa de una reducción del 23 % de la velocidad de salida del proyectil.
El N 37 era un arma que usaba munición de alto explosivo (HE) incendiaria, pesada y potente (735g la HE incendiaria (HEI-T), 760g). Su velocidad de boca era todavía considerable, pero su cadencia de fuego era solo 400 disparos por minuto. Su retroceso considerable y los gases producidos eran problemáticos para el avión de combate turbojet, sumados a la necesidad de espacio a bordo del avión para alojar el cañón y sus municiones. Aunque un solo disparo de este era a menudo suficiente para destruir un bombardero.
El N-37 fue usado en los cazas MiG-9, MiG-15, MiG-17 y en los primeros MiG-19, además del Yakovlev Yak-25 (1947) entre otros. La producción se inició a finales de los años 1950, aunque permaneció en servicio muchos años después.

### Armassimilares
- Cañón M4

### Secuencias de designación
- Nudelman-Suranov NS-23 · Nudelman-Suranov NS-37 · Nudelman-Suranov NR-37 · Nudelman-Suranov NL-57